# アクセル・クレルジュ
アクセル・クレルジュ（Axel Clerget 1987年1月28日 - ）はフランスサン＝ディジエ出身の柔道家。階級は81 kg級と90 kg級。

## 経歴
2006年の世界ジュニア81kg級で3位になった。2009年のグランドスラム・パリで3位になるが、世界選手権では7位だった。2010年のワールドマスターズでは2位となった。しかし、2012年のロンドンオリンピックには出場できなかった。その後階級を90kg級に上げて一定の活躍をするも、2016年のリオデジャネイロオリンピックにも出場できなかった。グランドスラム・バクーとグランドスラム・東京では2位になった。2017年の世界団体では3位だった。2018年の世界選手権では準決勝でキューバのイバン・フェリペ・シルバ・モラレスに敗れるも3位となり、31歳にして初めて世界大会でのメダルを獲得した。世界団体では決勝の日本戦で向翔一郎に一本負けして2位だった。2019年に東京で開催された世界選手権では準々決勝で敗れるも、その後の敗者復活戦を勝ち上がって3位になった。世界団体では決勝の日本戦で村尾三四郎を破るも、チームは敗れて2位だった。この試合、西田優香によれば三角絞をかけながらクレルジュが抑え込んでいたのに主審は「抑え込み」を宣することなく「待て」をかけてしまった。そしてビデオ判定でクレルジュの一本勝ちに変更となった。主審は片手を真上に上げ一本のゼスチャーをした。公式記録でも三角絞で村尾が参ったし一本勝ちしたことになっている。西山将士は、村尾は1回タップしているがこれは参ったではなく待てをアピールしたものであろう、と述べている。しかし、2020IJFレフェリング・セミナーにおいて、IJF審判委員会は、正しくは7秒間、クレルジュが三角固で抑え込んでおり、待てがなければ10秒は抑え込んでいたであろうからゴールデンスコアでの技ありでクレルジュの勝ちとした、と述べた。主審は抑え込みを宣しておらず、村尾は全く逃れようとはしてなかった。また、団体戦において勝利数が同じ場合、関係してくるポイントは一本勝ちが10点、技ありによる優勢勝ちが1点と異なっている。2020年7月に日本武道館で開催された東京オリンピックでは3回戦で敗れるも、混合団体では決勝の日本戦で向を大内刈で破ると、チームも優勝を果たした。2024年の世界団体では2位だった。
IJF世界ランキングは1662ポイント獲得で40位となっている(24/6/25現在)。

## 主な戦績
81 kg級での戦績
- 2006年 - 世界ジュニア　3位
- 2007年 - U23ヨーロッパ選手権　3位
- 2008年 - U23ヨーロッパ選手権　3位
- 2009年 - グランドスラム・パリ　3位
- 2009年 - 世界選手権　7位
- 2010年 - ワールドマスターズ　2位
- 2011年 - ワールドカップ・リバプール　優勝

90 kg級での戦績
- 2013年 - 地中海競技大会　3位
- 2014年 - アフリカオープン・カサブランカ　優勝
- 2015年 - ヨーロッパオープン・ミンスク　優勝
- 2015年 - グランプリ・チェジュ　2位
- 2016年 - グランドスラム・バクー　2位
- 2016年 - グランプリ・アルマトイ　優勝
- 2016年 - グランドスラム・東京　2位
- 2017年 - ヨーロッパオープン・リスボン　優勝
- 2017年 - グランドスラム・パリ　2位
- 2017年 - ヨーロッパ選手権　2位
- 2017年 - 世界団体　3位
- 2018年 - グランドスラム・パリ　3位
- 2018年 - 世界選手権　3位
- 2018年 -　世界団体　2位
- 2019年 - グランプリ・テルアビブ　優勝
- 2019年 - ヨーロッパ競技大会団体戦　3位
- 2019年 - 世界選手権　3位
- 2019年 -　世界団体　2位
- 2020年 -　グランドスラム・パリ　3位
- 2021年 -　東京オリンピック混合団体　優勝
- 2023年 -　グランプリ・アルマダ　3位
- 2023年 -　グランプリ・リンツ　2位
- 2023年 -　グランドスラム・アスタナ　3位
- 2023年 -　グランドスラム・東京　5位
- 2024年 - 世界団体　2位
- 2024年 - ヨーロッパオープン・マドリード　2位(100㎏級)

(出典、JudoInside.com)